# Toboso
Toboso es un municipio de Cuarta Clase de la provincia en Negros Occidental, Filipinas. De acuerdo con el censo del 2000, tiene una población de 40,712 en 8,060 hogares. El alcalde es Evelio Valencia.

## Barangays
Toboso está políticamente subdividido en 9 barangays.
- Bandila
- Bug-ang
- General Luna
- Magticol
- Población
- Salamanca
- San Isidro
- San José
- Tabun-ac